# Valkeinen (sjö i Kuopio, Norra Savolax, 63,18 N, 28,27 Ö)
Valkeinen är en sjö i kommunen Kuopio i landskapet Norra Savolax i Finland. Sjön ligger 104,8 meter över havet. Den är 18 meter djup. Arean är 56 hektar och strandlinjen är 4,63 kilometer lång. Sjön  ingår i Vuoksens huvudavrinningsområde.   Den ligger omkring 43 kilometer nordöst om Kuopio och omkring 380 kilometer nordöst om Helsingfors. 